# 吉野酒造
吉野酒造株式会社（よしのしゅぞう）は、千葉県勝浦市植野に本社および工場を置く日本の酒造会社。銘柄は「腰古井」。

## 歴史
江戸時代後期の天保年間（1830年 - 1844年）に、現在地（旧・腰越地域）において、吉野佐次右衛門が酒造りを始めた。12代目の吉野晋と妻の美江子は日本国外にも日本酒（腰古井）の紹介を始め、吉野酒造の酒を直接仕入れているショップやレストランも存在する。現在の当主は13代目の吉野慎一。 

### 年表
- 年代不詳（天保年間） - 古文書によると、天保年間以前から醸造を行っていた、吉野佐次右衛門が酒造りを創業。
- 年代不詳 - 吉野佐次右衛門、初代・吉野佐二郎に改名。
- 1892年（明治25年） - 吉野佐二郎没。吉野林蔵が吉野佐二郎を継承。
- 年代不詳 - 吉野佐二郎（林蔵）、若くしてなくなり、吉野辰次が5歳で11代目・吉野佐二郎を継承。
- 年代不詳 - 吉野晋、海外留学、商社海外勤務後、12代目・吉野晋が継承。
- 年代不詳 - 12代目・吉野晋の妻・美江子、ワシントン日本大使館での酒まつり、ボストンでの利き酒会など、海外に「腰古井」を紹介。
- 2008年（平成20年） - 南部杜氏の瀬川英夫が就任。蔵人は、南部・岩手花巻から就く。
- 2016年（平成28年） - 現在、13代目当主・吉野慎一が蔵を継承している[2]。

## 名称
「腰古井」の由来
この地域の地名・腰越（こしごえ）から由来しており、その「腰」に、古い井戸の「古井」に当て命名した。

## 仕込水
仕込水は、蔵元の保有する山の自然水で、先人により掘られた横穴式井戸（洞窟の長さ150m）に、山の資源から水路で自然水を引き入れ、貯水し、仕込水として使用している。尚、この地域の地下水は鉄分が多く、仕込水には適さない。

## 営業情報
- 定休日 - 元旦、毎月第三日曜日（第三日曜日の前後が祝日の場合は連休）
- 営業時間 - 午前8時 - 午後12時、午後1時 - 午後5時、日曜日・祝日 午前10時 - 午後5時
- 蔵見学 - 実施していない、蔵内への立ち入り禁止
- 駐車場 - 有り[5]

## 文化財

### 登録有形文化財
登録年月日:2008年（平成20年）4月18日、種別:産業2次/建築物（煙突・石塀:その他工作物）、登録基準:国土の歴史的景観に寄与しているもの（馬屋：再現することが容易でないもの)。
- 吉野酒造店舗兼御主屋

年代:1907年（明治40年）建築、木造2階一部平屋建、瓦葺、建築面積299m2。
- 吉野酒造南酒蔵

年代:1868年-1911年（明治末期）建築、木造22階建、瓦葺、建築面積788m2。
- 吉野酒造煙突

年代:1868年 - 1911年（明治末期）建築、煉瓦造、高さ16m。
- 吉野酒造北酒蔵

年代:1912年 - 1925年（大正期）建築、木造平屋建、瓦葺、建築面積486m2。
- 吉野酒造南蔵

年代:1907年（明治40年）建築、木造2階建、瓦葺、建築面積58m2。
- 吉野酒造北土蔵

年代:1868年-1911年（明治末期）建築、土蔵造2階建、瓦葺、建築面積50m2。
- 吉野酒造旧馬屋

年代:1868年 - 1911年（明治末期）建築、木造平屋建、瓦葺、建築面積60m2。
- 吉野酒造松尾神社

年代:1868年 - 1911年（明治末期）建築、木造平屋建、瓦葺、宮殿付、建築面積10m2。
- 吉野酒造門

年代:1955年頃（昭和30年頃）建築、石造、間口4.0m、袖塀付。
- 吉野酒石塀

年代:1868年 - 1911年（明治末期 - 昭和初期）建築、東石塀 延長27m、西石塀 延長25m。

## 受賞歴
全国新酒鑑評会
- 平成16酒造年度 - 「腰古井」金賞受賞[16]
- 平成19酒造年度 - 「腰古井」金賞受賞[17]
- 平成20酒造年度 - 「腰古井」金賞受賞[18]
- 平成26酒造年度 - 「腰古井」金賞受賞[19]
- 平成29酒造年度 - 「腰古井」金賞受賞[20]

## 交通
鉄道
- JR外房線上総興津駅からタクシーで10分

## 関連文献
- う沢喜久雄著『房総酒蔵めぐり』「ほろ酔い問答」2005年8月
- 『腰古井（こしごい）（デジタル大辞泉プラス）』「千葉県、吉野酒造株式会社の製造する日本酒」2012年4月